# Személyi hálózat
A személyi hálózat (angolul: Personal Area Network, röviden: PAN) olyan számítógép-hálózat, amellyel egyes emberek környezetében lévő eszközök kommunikálhatnak egymással. Például egy vezeték nélküli hálózat, amely az egeret összeköti a számítógéppel.
De állhat a PAN két, egymással vezetékes (USB, párhuzamos port) vagy vezeték nélkül összekapcsolt számítógépből is. A lényeg: a 10 méter körüli kiterjedés.
Ugyancsak személyi hálózat a személyi számítógéppel összekapcsolt PDA (Bluetooth vagy WiFi kapcsolattal).

## Vezeték nélküli PAN
Egy Bluetooth alapú PAN-t gyakran neveznek piconetnek, ami legfeljebb 8 aktív berendezés master-slave típusú összekapcsolását teszi lehetővé ("parkoló" módban legfeljebb 255 berendezés csatlakoztatható). A piconet hálózatban az első Bluetooth berendezés a vezérlő, a "master", és az összes többi berendezés "slave" módon kommunikálhat a "master"rel. Egy piconet hálózat kiterjedése 10 méter, ennek ellenére ideális körülmények esetén a 100 méter is elérhető.
A Bluetooth antennák területén történt újabb fejlesztések megengedik, hogy a berendezések egymástól távolabb kerüljenek, mint ahogyan azt eredetileg tervezték. A DEF CON 12 esetében, amit a hackerek a "flexibilis" névvel láttak el, sikerült a kapcsolatfelvétel fél mérföld távolságból is. Az antenna egy házi kivitelezésű Yagi antennához hasonló antenna volt. A hackerek az antennát "The BlueSniper"-nek (a kék orvlövész) nevezték el. 
Egy másik PAN technológia, Skinplex, az emberi bőr kapacitív terét használja adattovábbításra. A "Skinplex" képes érzékelni és kommunikálni az emberi testtől egy méterre. Már használják is hozzáférés ellenőrzésre (ajtózárak) és autók rádiózavarás elleni védelemnél (nem lehet lehallgatni embereket nyitható tetejű kocsikban).

## Kapcsolódó szócikk
- Bluetooth